# Travis Mayweather
Travis Mayweather je fiktivní postava v televizním sci-fi seriálu Star Trek: Enterprise.
Praporčík Travis Mayweather byl důstojník Hvězdné flotily sloužící jako hlavní pilot na hvězdné lodi Enterprise NX-01 pod velením kapitána Jonathana Archera.